# Philippe Bas (acteur)
 (février 2019).
Pour l’article homonyme, voir Philippe Bas (homme politique).
Philippe Bas est un comédien français, né le 31 octobre 1973 à Paris. Il est surtout connu pour avoir incarné le commandant Thomas Rocher dans la série Profilage entre 2012 et 2020.
En décembre 2023, Philippe Bas anime le jeu d'aventure Destination X sur M6.

## Biographie

### Enfance et formation
Il pratique les arts martiaux depuis ses 16 ans (ayant concouru dans des compétitions de karaté), ainsi que la boxe.
 
De 1993 à 1996, il est inscrit en tant que membre de la Classe libre du Cours Florent à Paris[réf. nécessaire].

### Carrière
Philippe Bas débute au théâtre, en 1994, dans La guerre de Troie n'aura pas lieu dirigée par Francis Huster, puis dans Jeffrey, mis en scène par Raymond Acquaviva.
En 1995, il fait sa première apparition à la télévision pour Arte dans Attention fragile de Manuel Poirier et joue dans la série Extrême limite. La même année, il débute au cinéma dans Mémoires d'un jeune con de et avec Patrick Aurignac.
Il apparaît ensuite dans plusieurs téléfilms et séries télévisées, la plupart policières (Les Cordier, juge et flic, Maigret, Julie Lescaut, Navarro, Boulevard du Palais, etc.)
Fin 1997, il joue au palais de Chaillot dans la pièce Dommage qu'elle soit une putain, de John Ford, mise en scène par Jérôme Savary. Il tourne l'été suivant dans  la première réalisation de Richard Bohringer : le téléfilm Les coquelicots sont revenus. Il est dans la distribution du long métrage Adieu, plancher des vaches ! d'Otar Iosseliani, sélection officielle du Festival de Cannes 1999 hors compétition, prix Louis-Delluc 1999.
Personnage principal du long métrage Te quiero de Manuel Poirier (en 2000), il tourne également plusieurs téléfilms dont : Vent de poussière, Les Murmures de la forêt, réalisés par Renaud Bertrand, Les Semailles et les Moissons de Christian François et pour le cinéma Les Petites Couleurs de Patricia Plattner (2001) avec Anouk Grinberg et Bernadette Lafont.
En 2003, il est le frère du héros dans Michel Vaillant, film de Louis-Pascal Couvelaire puis enchaîne avec le long-métrage de Chris Nahon aux côtés de Jean Reno : L'Empire des loups puis obtient l'un des rôles principaux d'un épisode de la série à succès Joséphine, ange gardien sur TF1.
Toujours en alternance entre cinéma et télévision, il participe notamment aux films Scorpion, de Julien Seri et Pars vite et reviens tard de Régis Wargnier, L’Anniversaire de Diane Kurys mais surtout interprète le personnage « Greco » dans la série fantastique du même nom pour France 2 qui rassemblera quatre millions de téléspectateurs en moyenne à chaque diffusion en mai 2007. Il incarne ensuite des rôles particulièrement différents dans Mort prématurée, sous la direction de José Pinheiro et Passés troubles de Serge Meynard.
En 2007, il tourne Où es tu ?, première adaptation télévisée du roman éponyme de Marc Levy, réalisé par Miguel Courtois, ainsi qu’un long métrage du même réalisateur Skate or Die où il incarne un flic tueur et corrompu.
Il collabore de nouveau avec Julien Seri dans le moyen métrage Sables noirs pour CinéCinéma, et les téléfilms Alice et Charlie (pour M6), puis Facteur chance (pour TF1).
Aux côtés de Mathilda May et Thierry Frémont, il joue dans Pour une nuit d’amour, épisode réalisé par Gérard Jourd'hui de la série Contes et nouvelles du XIXe siècle.
En 2010, on le retrouve dans une comédie romantique aux côtés de Lorie, Alain Delon et Alexandre Varga : le téléfilm Un mari de trop de Louis Choquette pour TF1, ainsi que sur Arte dans la série Les Invincibles.
En 2011, au cinéma, il joue l'un des membres du GIGN qui se sont illustrés pendant la prise d'otages de l'airbus de Marignane en 1994, dans le film de Julien Leclercq : L’Assaut aux côtés de Vincent Elbaz et Mélanie Bernier ainsi que dans le deuxième long métrage d'HPG, sorti en 2012 : Les Mouvements du bassin, avec Éric Cantona et Rachida Brakni.
Il interprète le commandant Thomas Rocher, personnage principal masculin de la série Profilage, pour TF1, à partir de la troisième saison en 2012 (il y remplace Guillaume Cramoisan qui incarnait le commandant Mathieu Pérac). La série réalise une audience moyenne de plus de sept millions de téléspectateurs jusqu'à son arrêt en 2020. 
En 2012 et 2013, sur la même chaîne, il apparaît dans trois épisodes des prime-time spéciaux de Nos chers voisins dans lesquels il incarne le maire Arnaud Béranger.
Le 6 décembre 2014, il est membre du jury de l'élection de Miss France 2015 se déroulant au Zénith d'Orléans et diffusée en direct sur TF1.
Philippe Bas tourne dans des registres très variés, passant du polar à la comédie sentimentale : il est l'un des rôles principaux pour des téléfilms de la  collection Meurtres à... pour France 3 (Meurtres à La Ciotat en 2016 et Meurtres à Amboise en 2021) tout en jouant  dans Coup de foudre à Bora Bora aux côtés de Lætitia Milot en 2018.
Entre décembre 2023 et février 2024, il anime un jeu télévisé pour M6, Destination X, où il incarne le maître du jeu pour guider des candidats et faire la présentation de l'émission.

### Vie privée
En août 2010, Philippe Bas est en couple avec la chanteuse Lorie, rencontrée sur le tournage du téléfilm Un mari de trop. En octobre 2012, ils annoncent mutuellement leur séparation sur les réseaux sociaux. Le 21 octobre 2016 dans une interview pour Télé-Loisirs, il annonce que sa compagne fait partie du métier.

## Filmographie

### Cinéma

#### Longs métrages
- 1995 : Mémoires d'un jeune con de Patrick Aurignac : un prisonnier
- 1999 : Adieu, plancher des vaches ! d'Otar Iosseliani : le conducteur de moto
- 2000 : Épouse-moi d'Harriet Marin : Marceau
- 2001 : Te quiero de Manuel Poirier : Jean
- 2002 : Les Petites Couleurs de Patricia Plattner : Lucien
- 2003 : Michel Vaillant de Louis-Pascal Couvelaire : Jean-Pierre Vaillant
- 2005 : L'Empire des loups de Chris Nahon : Laurent
- 2005 : Nuit noire, 17 octobre 1961 d'Alain Tasma : Delmas
- 2005 : L'Anniversaire de Diane Kurys : Jean-Louis
- 2006 : Les Irréductibles de Renaud Bertrand : le banquier
- 2007 : Pars vite et reviens tard de Régis Wargnier : Maurel
- 2007 : Scorpion de Julien Seri : Patrick
- 2008 : Skate or Die de Miguel Courtois : Lucas
- 2011 : L'Assaut de Julien Leclercq : Didier, sniper GIGN
- 2012 : Les Mouvements du bassin de Hervé-Pierre Gustave : l'homme de la douche
- 2023 : Complètement cramé ! de Gilles Legardinier : Philippe Magnier
- 2024 : Kali de Julien Seri : Richard

#### Courts métrages
- 2001 : Fight O'Clock[réf. nécessaire] de Raynal Pellicer
- 2003 : Betrayer de Julien D'Astier : le mentor
- 2005 :  6 Hours de Julien Lacombe et Pascal Sid : le participant
- 2007 : Fallen Fighter de Sophie Ann Rooney : Frank
- 2011 : La Moustache de Charles Bronson de Patrick Fabre : Mehdi
- 2012 : Rue des roses de Patrick Fabre : Mehdi

### Télévision

#### Séries télévisées
- 1995 : Extrême Limite (saison 2, épisode 21 : Ange et Démon)
- 1995 : Les Années lycée : Grégoire (épisode Attention, fragile)
- 1995 : Julie Lescaut : Yann Prieur (saison 4, épisode 4 : La Fiancée assassinée)
- 1996 : Indaba : David
- 1996 : Navarro : Sylvain Garcia (saison 8, épisode 2 : Le Fils unique)
- 1997 : Inspecteur Moretti : Dan (saison 1, épisode 1 : La Maison brûlée)
- 1997 : Les Cordier, juge et flic : Marco (saison 6, épisode 1 : Le Petit Frère)
- 1998 : Maigret : Louis (saison 7, épisode 1 : Maigret et l'Inspecteur Cadavre)
- 1998 : Madame le Proviseur : Baptiste (2 épisodes)
- 1999 : Julie Lescaut : Romain (saison 8, épisode 2 : Interdit au public)
- 2002 : Boulevard du Palais : Bertrand (saison 4, épisode 2 : Les Murmures de la forêt)
- 2004 : Joséphine, ange gardien : Denis (saison 8, épisode 3 : Enfin, des vacances !)
- 2004 : Sauveur Giordano : Brehal (saison 1, épisode 7 : Harcèlements)
- 2005 : SOS 18 : Sylvain (saison 1, épisode 7 : Le Jour des voyous)
- 2007 : Rose et Val : Ferrier (saison 2, épisode 2 : Violences)
- 2007 : Élodie Bradford : l’officier Damien Moreno (saison 1, épisode 5 : Une femme à la mer)
- 2007 : Greco : Matthias « Greco » Grecowski (6 épisodes)
- 2007 : Alice et Charlie : Weber (saison 1, épisode 2 : Témoin a domicile)
- 2007 : Où es-tu ? : Philippe (2 épisodes)
- 2009 : Contes et nouvelles du XIXe siècle : Jean Colombel (saison 2, épisode 2 : Pour une nuit d'amour)
- 2010 : Sable noir : Alex (saison 2, épisode 1 : Légende de sang)
- 2010-2014 : La Loi selon Bartoli : François Cappa (3 épisodes)
- 2012-2020 : Profilage : le commandant Thomas Rocher (84 épisodes)
- 2013-2014 : Nos chers voisins : Arnaud Béranger, le maire de la ville (3 épisodes)
- 2022 : Camping Paradis (épisode Boxing Camping) : Patrick
- 2023 : Léo Matteï (épisode 5, saison 10 : Le secret de Jade)
- 2024 : Capitaine Marleau, épisode Le Secret d'Alba de Josée Dayan : Martin de Bernac

## Théâtre
- 1997 : Dommage qu'elle soit une putain de John Ford, mise en scène Jérôme Savary, Palais de Chaillot
- [Quand ?] : La guerre de Troie n'aura pas lieu de Jean Giraudoux
- [Quand ?] : Jeffrey de Paul Rudnick